# Землянов, Павел Николаевич
Павел Николаевич Землянов — советский хозяйственный, государственный и политический деятель.

## Биография
Родился в 1916 году в селе Соломихино. Член КПСС.
С 1932 года — на хозяйственной, общественной и политической работе. В 1932—1976 гг. — счётный работник молмясосовхоза № 449 «Красный Партизан» Фурмановского района, красноармеец, участник Великой Отечественной войны, секретарь Бюро ВЛКСМ 1323-го сп 415-й стрелковой дивизии на Западном фронте, заместитель командира дивизиона по политчасти 312-го гвардейского миномётного полка, председатель Бурлинского райпотребсоюза, заместитель председателя Бурлинского райисполкома, зав. сельхозотделом Бурлинского райкома КП Казахстана, председатель Теректинского райисполкома, первый секретарь Бурлинского райкома КП Казахстана, первый секретарь Зеленовского райкома КП Казахстана, председатель Чингирлауского райисполкома, первый секретарь Бурлинского райкома КП Казахстана.
Избирался депутатом Верховного Совета Казахской ССР 4-го созыва. Делегат XXIV съезда КПСС.
Умер после 2002 года.

## Отзывы
Первым в райкоме партии тогда был Землянов Павел Николаевич, фронтовик, умный хозяин района, владевший казахским языком лучше, чем русским, что делало его речь очень своеобразной.

Ёмкое русское слово «умница» более всего характеризует Павла Николаевича; очень ответственный в своих поступках, действиях человек, прекрасно разбирался в сельском хозяйстве, умел подбирать и расставлять кадры на нужных местах.